# نيكول ميليتشار
نيكول ميليتشار (بالإنجليزية: Nicole Melichar)‏ مواليد 29 يوليو 1993 في برنو، هي لاعبة كرة مضرب أمريكية وتحتل حالياً المرتبة 576 (8 فبراير 2016) في تصنيف رابطة محترفات كرة المضرب. بينما في الزوجي كان أعلى تصنيف لها هو المركز 69 حققته بتاريخ 26 أكتوبر 2015.

## روابط خارجية
- نيكول ميليتشار على موقع رابطة محترفات التنس (الإنجليزية)
- نيكول ميليتشار على موقع الاتحاد الدولي لكرة المضرب (الإنجليزية)
- نيكول ميليتشار على موقع كأس بيلي جين كينغ (الإنجليزية)
- نيكول ميليتشار على موقع بطولة ويمبلدون (الإنجليزية)
- نيكول ميليتشار على موقع خلاصة التنس.كوم (الإنجليزية)
- نيكول ميليتشار على موقع إي إس بي إن.كوم (الإنجليزية)
- نيكول ميليتشار على موقع اللجنة الأولمبية الدولية (الإنجليزية)
- نيكول ميليتشار على موقع أوليمبيديا (الإنجليزية)